# Парк імені Юрія Федьковича
Парк і́мені Ю́рія Федько́вича — парк-пам'ятка садово-паркового мистецтва місцевого значення в Україні.  Об'єкт природоохоронного фонду міста Чернівці, розташований за адресою: вулиця Й. Главки, 20. 
На території парку діє комунальна бюджетна установа «Центр дозвілля дітей та юнацтва парку ім. Ю. Федьковича», в розпорядженні якої міститься 1,2 гектара території. Олена Глевська є директором парку з 1976 року. Площа парку — 10 гектарів.

## Історія
Парк був посаджений за часів правління імператора Франца Йосифа. Територія розташовується поблизу резиденції Чернівецього національного університету, на височині. До 1880-х років місцевість мала назву Панської гори або Домника. Потім вона була перейменована в Гобсбурзьку височину. Зустрічались і інші назви — гора Габсбург, гора Гарбузова. На території парку на Гарбузовій горі були розташовані ресторан та кав'ярня. В 20 столітті функціонували літній театр та атракціони. Користування атракціонами, в тому числі і каруселлю, було безкоштовним. Всього на території парку було п'ять електричних атракціонів. Біля них розташовувались фігури ведмедів та оленів. За функціонування кожного атракціону несло відповідальність певне підприємство.
В 1970-х роках на території парку діяв шкільний табір імені Тараса Шевченка. В літній період він працював у 3 зміни, на території парку з ранку до вечора знаходилось близько 150 дітей.
Взимку на території парку діяла ковзанка. З правої сторони від входу до парку був розташований оглядовий майданчик, на якому випускники чернівецьких шкіл традиційно зустрічали світанок. На нижніх алеях парку розташовується «Цісарська скеля» — об'єкт, який був пам'ятником імператору Австро-Угорщини Францу Йозефу. Скеля була створена 18 серпня 1908 року. Приводом для цього стало святкування шістдесятиріччя з дня царювання імператора. 1990 року парк отримав сучасну назву. Колишні назви — парк імені Т. Г. Шевченка, парк Залізничників.
В 21 столітті на території парку проходять змагання велосипедистів та заняття з фізкультури. Розташовані столики та лавочки. Студенти періодично влаштовують прибирання території природоохоронного об'єкту. В 2015 році були започатковані тенісні турніри. Починає функціонувати клуб любителів більярду. Парк працює цілодобово та щоденно.

## Світлини

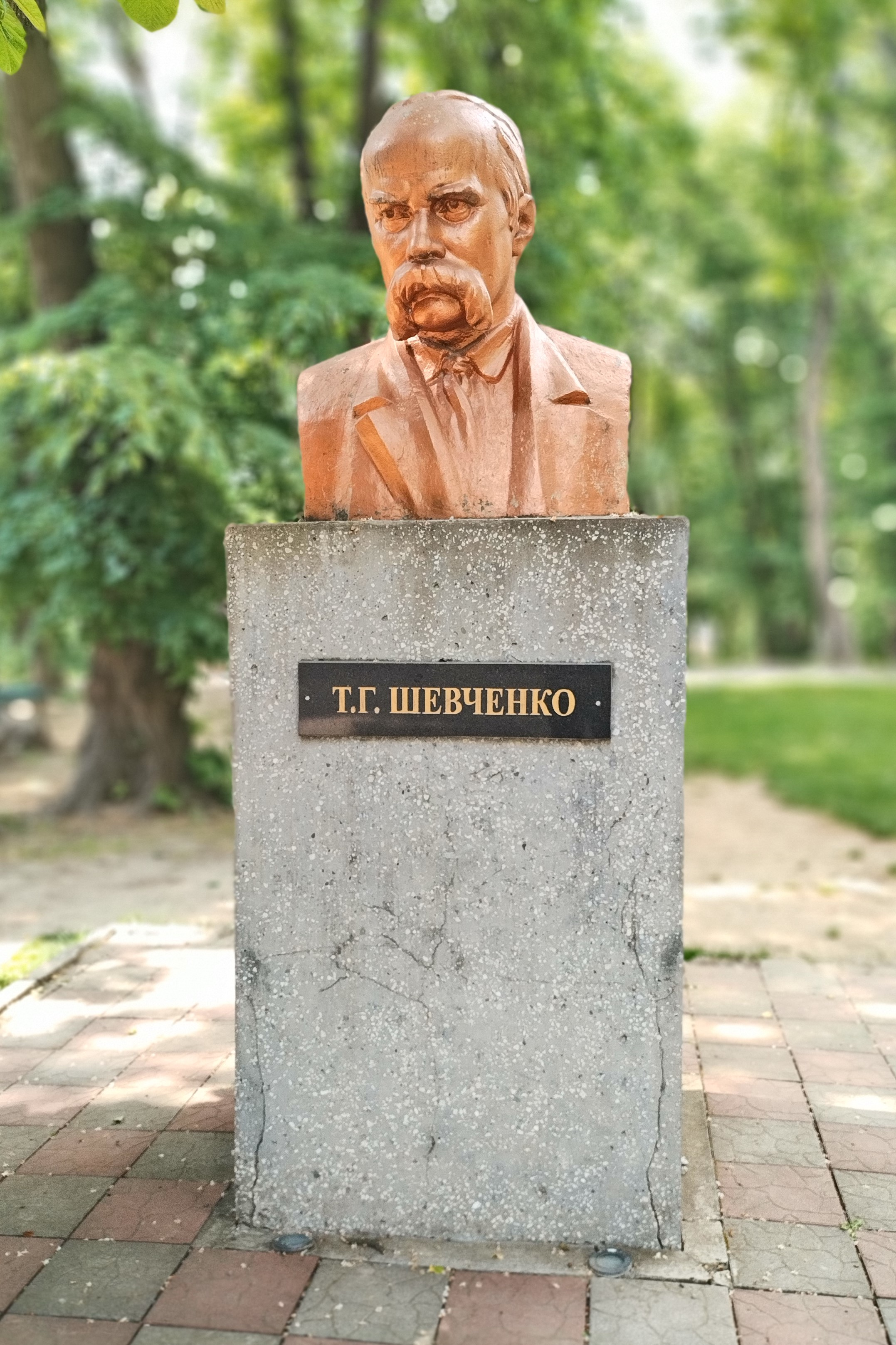
Погруддя Тарасу Шевченку
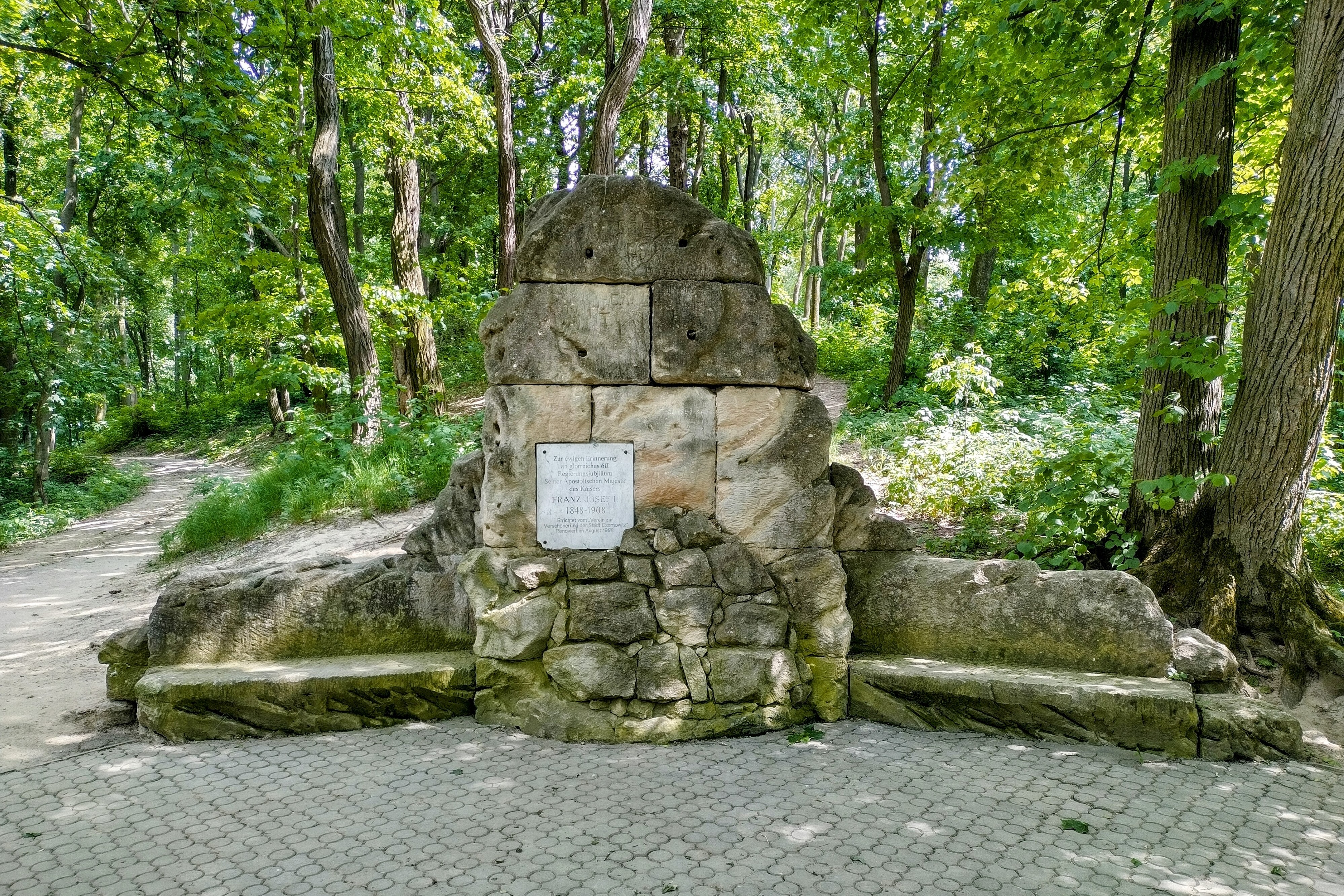
"Цісарська скеля"